# One Year of Love
〈One Year of Love〉는 영국의 록 밴드 퀸의 노래로, 1986년 열두 번째 스튜디오 음반 《A Kind of Magic》에 처음 발매되었다.